# Criteri de l'atestació múltiple
El criteri de l'atestació múltiple o atestació independent és una eina utilitzada pels estudiosos de la Bíblia per ajudar a determinar si unes certes accions o dits de Jesús en el Nou Testament són del Jesús històric. En poques paraules, mentre més testimonis independents que informen d'un esdeveniment, millor.

## Exemples del seu ús
Els evangelis no sempre són independents l'un de l'altre. Mateu i Lluc, per exemple, probablement tenien l'evangeli de Marc col·locat just en front d'ells quan estaven escrivint. El criteri de l'atestació múltiple se centra en els dits o fets de Jesús testificats en més d'una font literària independent, com l'apòstol Pau, Josefo, Q i/o l'Evangeli dels Hebreus. La força d'aquest criteri s'incrementa si un motiu o tema donat també es troben en diferents formes literàries com ara paràboles, històries de litigis, relats de miracles, profecies i/o aforismes.
L'atestació múltiple té un cert tipus d'objectivitat. Donada la independència de les fonts, la satisfacció del criteri fa que sigui més difícil de mantenir que és una invenció de l'Església. Tanmateix, aquest criteri, així i tot útil, és típic un d'una sèrie de criteris, com ara el criteri de la discontinuïtat i el criteri de la vergonya, juntament amb el mètode històric.
Per exemple el tema «Regne de Déu» apareix a: «Marc, Q, el Evangeli dels Hebreus, la tradició especial lucana, i Joan, amb ressons de Pau, malgrat el fet que el ‹Regne de Déu› no és la manera preferida de parlar de Pau». També apareix en una sèrie de gèneres literaris. Les paraules atribuïdes a Jesús del pa i el vi al Sant Sopar —que es troba en Marc, Pau, la Didakhé i podria dir-se que en Joan— i sobre el divorci —que es troba en Marc i Pau— són exemples de dits que tenen un múltiple testimoni. Un exemple d'un esdeveniment que està de manera múltiple atestat és la reunió de Jesús amb Joan el Baptista —que es troba descrit en Marc i Joan.

## Limitacions
Aquest criteri no es pot utilitzar per a les fonts que no són independents. Per exemple, una dita que es produeix als tres evangelis sinòptics únicament podrà representar una font. Sota la hipòtesi de les dues fonts, tant els autors de l'evangeli segons Mateu i evangeli segons Lluc van usar l'evangeli segons Marc en els seus escrits; per tant, el material de triple tradició només representa una única font, la de Marc. —La hipòtesi agustiniana postula que Marc i Lluc utilitzen a Mateu, per la qual cosa una vegada més el material de triple tradició s'hauria originat en una única font. Una altra limitació és que algunes dites o fets atribuïts a Jesús van poder haver-se'n originat a les primeres comunitats cristianes dintre de la tradició per ésser atestats per un nombre de fonts independents, per la qual cosa no representa el Jesús històric. Finalment, hi ha alguns dits o fets de Jesús que només apareixen a una forma o origen que els erudits encara consideren que són històricament probables. L'atestació múltiple no sempre és un requisit per a la historicitat, ni és suficient per determinar la precisió per si mateix.
El criteri és un d'una sèrie de factors que han estat desenvolupats pels estudiosos per avaluar si una tradició és probablement històrica; els criteris àmpliament reconeguts van ser distingits per Stanley E. Porter com la dissimilitud, la coherència, la múltiple atestació, menor distintividad i antecedents lingüístics de l'arameu. Porter suggereix tres criteris nous en la recerca de les paraules del Jesús històric, que encara no han trobat una àmplia acceptació: un criteri de llengua grega, de la variació textual grega i de «característiques del discurs» en desacord amb l'estil habitual del text. Pel criteri d'atestació múltiple Porter realitza el seu punt —expressat anteriorment—, que els múltiples atestacions identifiquen motius comuns en lloc de redacció absoluta, i només parlen de la independència dels documents i no de la seva fiabilitat.